# 華南學派
華南學派（英語：Southern China School），是在明清史、區域社會史或歷史人類學領域的一批學者。
學術研究以香港中文大学—厦门大学民间历史文献研究中心-中山大学历史人类学研究中心為重要活動中心，代表性學者與作品包括科大衛、宋怡明、蕭鳳霞、劉志偉、鄭振滿和趙世瑜。

## 略述
1980年代，受社會科學訓練的學者與中國本地的歷史學者相互合作，以地方志、墓碑等地方文獻、田野調查方法為主要研究途徑，研究地方基層社會的結構與變遷，特別是華南地區別於中原政治體系社會運作的歷史。這樣的研究途徑被標誌為「華南學派」或「歷史人類學」（Historical Anthropology）。

## 主要著作
- 科大衛：《皇帝和祖宗——華南的國家與宗族》（南京：江蘇人民出版社，2009年）（Faure, David. . Standford University Press. 2007.）
- 鄭振滿：《在国家与社会之间：明清广东户籍赋税制度研究》（廣州：中山大学出版社，1997年）

### 腳註
1. 1 2  李仁淵.  (PDF). 考古人類學刊: 109-140.   [2021-11-03]. （原始内容 (PDF)存档于2022-01-21）.

### 文獻
- 趙晶. . 明代研究. 2012-6, (18): 149-161.
- Wang Chuan. . Chinese Studies in History. 2021-11-11, 54 (3): 263-270. doi:10.1080/00094633.2021.1974258.